# Matteo Politano
Matteo Politano, född 3 augusti 1993 i Rom, är en italiensk fotbollsspelare (ytter) som spelar för Napoli i Serie A.

## Landslagskarriär
Politano debuterade för Italiens landslag den 28 maj 2018 i en 2–1-vinst över Saudiarabien.

## Meriter
Napoli
- Serie A: 2022/2023
- Coppa Italia: 2019/2020